# Salteñazo
El Salteñazo fue una insurrección popular sucedida en la ciudad de Salta, Argentina, entre el 21 y el 25 de mayo de 1969. Formó parte de una serie de puebladas en Argentina entre 1969 y 1972 contra la dictadura gobernante autodenominada "Revolución Argentina",  todas denominadas con el sufijo "azo".

## Los hechos
El estallido se inició con una huelga de estudiantes secundarios, que bloquearon con pegamento las puertas de ingreso a los establecimientos educativos para concentrarse en la plaza principal, frente a la casa de gobierno, para exigir la renuncia de Hugo Alberto Rovaletti, designado para hacerse cargo de los poderes ejecutivo y legislativo luego de la muerte del anterior gobernador. Con apoyo sindical y de la población, y armados con naranjas y barricadas, los estudiantes y obreros enfrentaron a la policía y tomaron el centro de la ciudad durante unas horas. 
Las protestas continuaron con una misa masiva por los tres estudiantes asesinados pocos días antes en el Correntinazo y el Rosariazo y por la noche una marcha de antorchas. Las mujeres que integraban la manifestación ingresaron también al exclusivo club 20 de Febrero, símbolo de la clase alta salteña. Luego de tres días de enfrentamientos, los manifestantes dieron por terminada la pueblada con un acto obrero-estudiantil bajo el lema “Universidad y gobierno para el pueblo”.